# Frances Stewart, Duchess of Richmond and Lennox

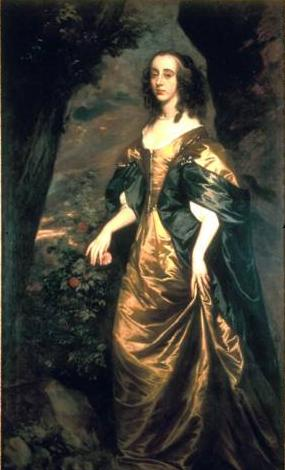
Peter Lely: Frances Stewart, Duchess of Richmond und Lennox, um 1662–1665

Frances Teresa Stewart, Duchess of Richmond and Lennox (auch Frances Stuart) (* 8. Juli 1647 in Paris; † 15. Oktober 1702 in Lethington) war eine schottische Adlige und Mätresse von König Karl II. von England. Wegen ihrer Schönheit wurde sie La Belle Stuart genannt. 

## Herkunft und Jugend
Frances war die älteste Tochter von Hon. Walter Stewart († um 1657), Leibarzt der Königin Henrietta Maria aus dessen Ehe mit Sophia Carew (um 1610–1702), einer Tochter von Sir George Carew und Witwe von Richard Nevill, Gutsherr von Newton St Loo in Somerset. Ihr Vater war der dritte Sohn von Walter Stewart, 1. Lord Blantyre. Damit entstammte sie einer Nebenlinie des Hauses Stuart. Ihre Mutter, die eine Hofdame von Königin Henriette Maria war, war für ihre Schönheit bekannt. Ihre Eltern flohen während des Englischen Bürgerkriegs nach Frankreich, wo Frances geboren wurde. In Frankreich wurde sie katholisch erzogen, und sie blieb bis zu ihrem Tod eine Katholikin.

## Königliche Mätresse

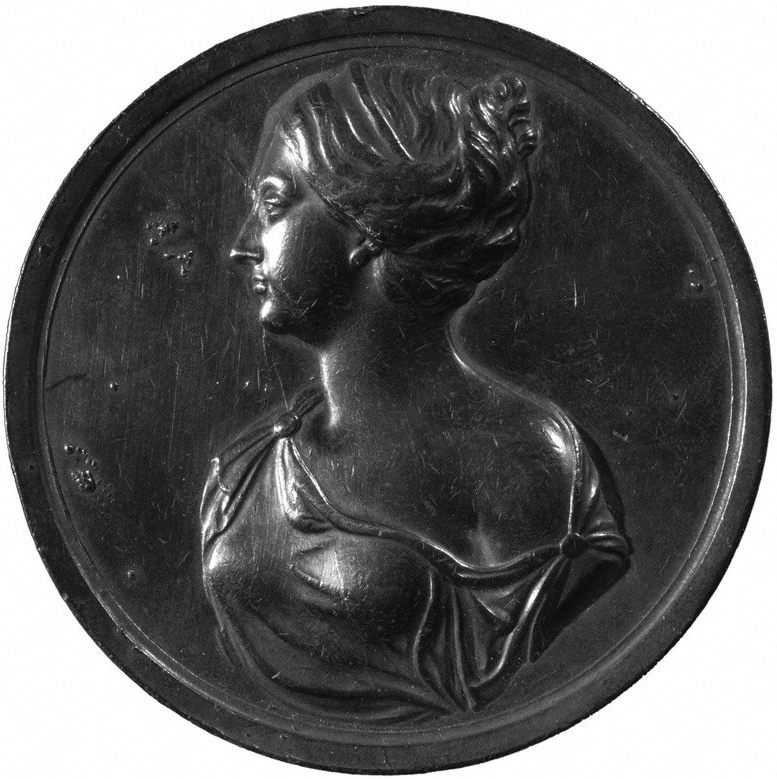
John Roettier: Frances Stewart, Duchess of Richmond und Lennox als Britannia, um 1667

Die junge Frances Stewart wurde eine Favoritin von Königin Henrietta Maria und auch von deren Schwägerin Henrietta Anne Stuart, Herzogin von Orleans, die Frances ihrem Bruder, dem englischen König Karl II. empfahl. Nach der Stuart-Restauration ging Frances 1662 nach England, wo sie rasch Hofdame von Königin Katharina von Braganza wurde. Schon bald begann der König der jungen Hofdame nachzustellen. Barbara Villiers, die offizielle Mätresse des Königs, freundete sich deshalb mit ihr an, um ihre Stellung zu wahren, doch bereits im Juni 1663 galt Frances als neue Geliebte des Königs. Frances galt jedoch als zu schlau oder als zu kindisch, um sich in die Intrigen bei Hofe verwickeln zu lassen, und wurde keine offizielle königliche Mätresse. Im Sommer und Herbst 1663 versuchten Sir Henry Bennet, der Duke of Buckingham und Sir John Hervey Frances Einfluss auf den König für ihre Ziele einzusetzen, doch diese Versuche scheiterten und Frances spielte politisch keine weitere Rolle. Daneben hatte Frances weitere Verehrer wie Sir Francis Digby († 1672), dessen unerwiderte Liebe der Dichter John Dryden in einigen seiner Essays beschrieb. Obwohl Frances sich weiterhin nicht für Politik interessierte, kamen bald Gerüchte auf, dass der König sie anstelle der schwer erkrankten Königin heiraten würde. Nach der Genesung der Königin Ende 1663 erklärte der König, dass er mit Katharina verheiratet bleiben würde, trotzdem unterhielt er weiterhin eine Beziehung zu Frances. Ihr Ruf als eine der schönsten Frauen am englischen Hof steigerte sich weiter. 1667 diente sie John Roettier als Modell für die Britannia, die eine anlässlich des Friedens von Breda geprägte Gedenkmünze zierte, und Edmund Waller und Andrew Marvell erwähnten sie in Gedichten. Das Motiv der Britannia von Roettier wurde nach 1672 auch auf englischen Kupfermünzen geprägt und diente später als Vorlage für weitere Medaillen und Büsten.

## Ehe mit dem Duke of Lennox and Richmond

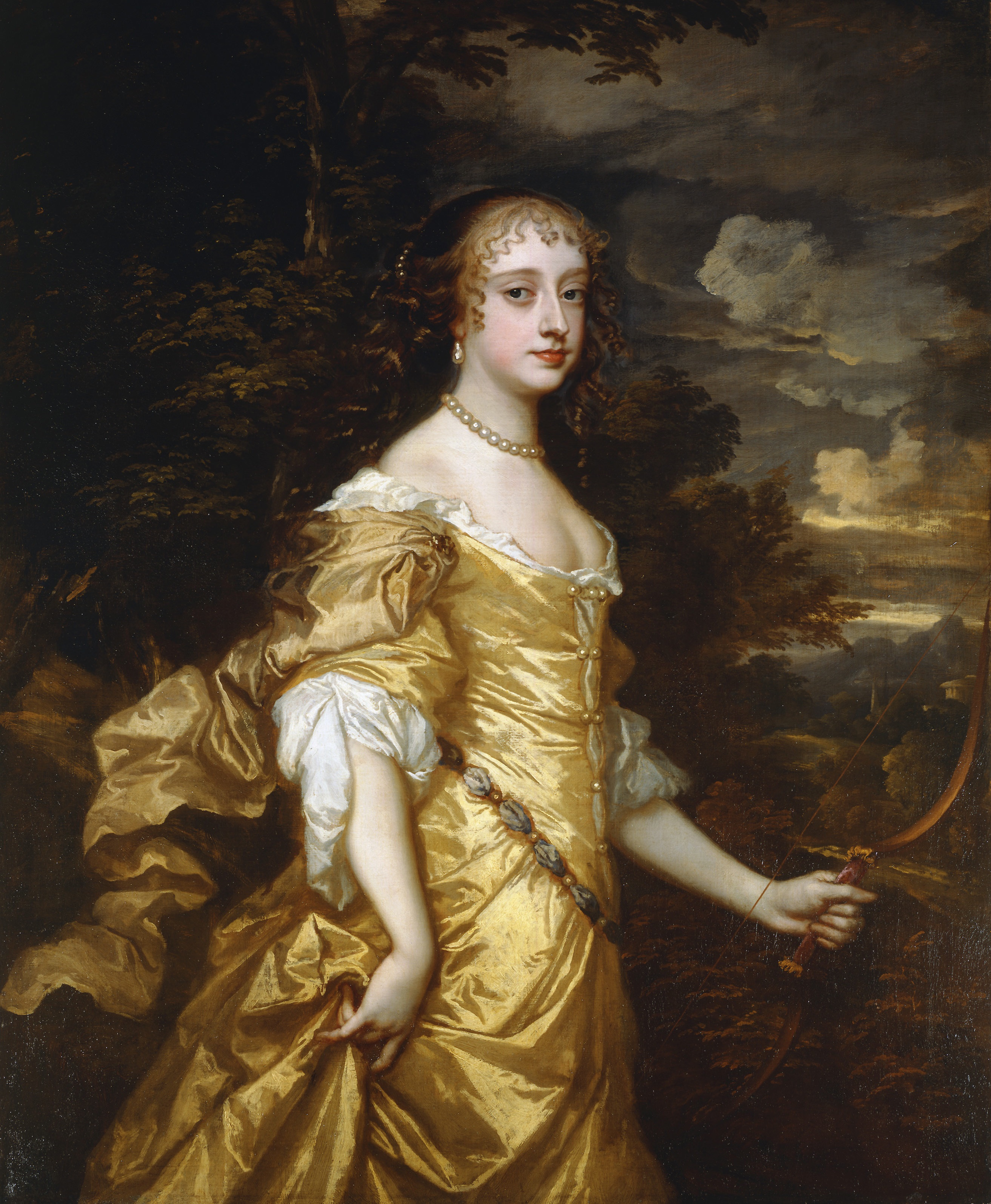
Peter Lely: Frances Stewart, Duchess of Richmond und Lennox, um 1662–1665

Im März 1667 beendete Frances jedoch ihrerseits ihre Beziehung zum König. Vermutlich aus Angst, dass der König ihr die Heirat nicht erlauben würde, verließ sie heimlich London und heiratete am 30. März in Richmond ihren Verehrer Charles Stuart, 6. Duke of Lennox and 3. Duke of Richmond, einen entfernten Verwandten des Königs, dessen zweite Frau im Januar gestorben war. Kurz danach kehrte das Paar nach London zurück und bezog eine Wohnung zusammen mit Frances Mutter in Somerset House, wo sie die Reaktion des Königs abwarteten. Der König war über die ohne seine Kenntnis oder gar Einwilligung erfolgte Heirat tief verärgert. Auch dass Frances zur Beschwichtigung die vom König erhaltenen Schmuckstücke und Juwelen zurücksandte, konnte seinen Zorn nicht mildern, worauf sich der Duke of Lennox mit seiner Frau auf seinen Landsitz Cobham Hall in Kent zurückzog. Die heimliche Heirat der königlichen Mätresse gilt mit als Grund für den Sturz von Lordkanzler Edward Hyde, 1. Earl of Clarendon, der vermutlich Frances zur Heirat ermuntert hatte. Angeblich wollte der Lordkanzler damit eine Scheidung des Königs verhindern, da die Ehe des Königs kinderlos war und damit Maria und Anne, Hydes Enkelinnen, bessere Chancen hatten, den Thron zu besteigen. Während eines Aufenthalts in London im März 1668 erkrankte Frances an den Pocken, und angesichts der schweren Erkrankung verzieh ihr der besorgte König. Frances soll zwar nicht durch Pockennarben entstellt worden sein, doch ihre Sehkraft war durch die Krankheit beeinträchtigt worden. Sie kehrte in allen Ehren an den Königshof zurück. Im Juli 1668 wurde sie wieder Hofdame der Königin und bezog zusammen mit ihrem Mann eine Wohnung im Whitehall Palace. Zur Bestürzung der damaligen königlichen Mätresse Louise de Kérouaille genoss sie wieder die Gunst des Königs, doch angeblich soll Frances nach ihrer Heirat keine sexuelle Beziehung mit dem König mehr unterhalten haben. 
Im Februar 1672 wurde ihr Mann zum Botschafter in Dänemark ernannt. Frances blieb in England zurück und erhielt die Bezüge ihres Mannes. Im Gegensatz zu ihrem verschwenderischen Mann verwaltete sie auch dessen Ländereien sorgfältig und mit gutem Urteilsvermögen. Am 12. Dezember 1672 ertrank ihr Mann in Dänemark. Da er keine männlichen Erben hatte, fielen seine Güter zurück an die Krone, doch der König erlaubte in seiner typischen Großzügigkeit, dass Frances auf Lebenszeit die Einkünfte aus den Gütern des Duke of Lennox nutzen durfte. 1677 trat sie gegen eine jährliche Pension die Rechte an den französischen Besitzungen ihres Mannes an den König ab, und im selben Jahr überließ sie ihrer Schwägerin Catherine O'Brien Cobham Hall.

## Späteres Leben
Frances lebte in den nächsten Jahren als geachtete Witwe und Hofdame der Königin am Königshof. 1678 musste sich der verwegene junge Höfling John Grobham Howe förmlich bei ihr entschuldigen, nachdem er behauptet hatte, eine Affäre mit ihr gehabt zu haben. Noch vor Beginn der Glorious Revolution zog sie sich 1688, entweder aus Vorsicht oder wegen ihrer schlechten Gesundheit vom Hof zurück. Nach 1690 gerieten die Zahlungen ihrer königlichen Pension ins Stocken, aber sie bestand auf der Zahlung der von König Karl II. gewährten Zulagen, die sie 1692, 1693 und 1700 erfolgreich vom Parlament einforderte. Im April 1702 nahm sie noch an der Krönung von Königin Anne teil. Nach ihrem Tod wurde sie neben ihrem Mann in Westminster Abbey beigesetzt, eine von ihr in Auftrag gegebene Wachsfigur erinnert in der Kirche an sie.

## Erbe
Da Frances kinderlos geblieben war, vermachte sie in ihrem Testament Zahlungen an ihre Mutter, die aber Ende des Jahres ebenfalls starb, an ihre als Jakobitin im Exil lebende Schwester Sophia Bulkeley sowie an deren sechs Kinder, darunter Nanette, die ebenfalls im Exil lebende Frau des Duke of Berwick. Ihr Grundbesitz wurde verkauft, aus dem Erlös wurde ihr Geburtshaus erworben, dass in Lennoxlove umbenannt wurde und an ihren Großneffen Walter Stewart, 6. Lord Blantyre fiel. 